# Rudolph Berghs Hospital

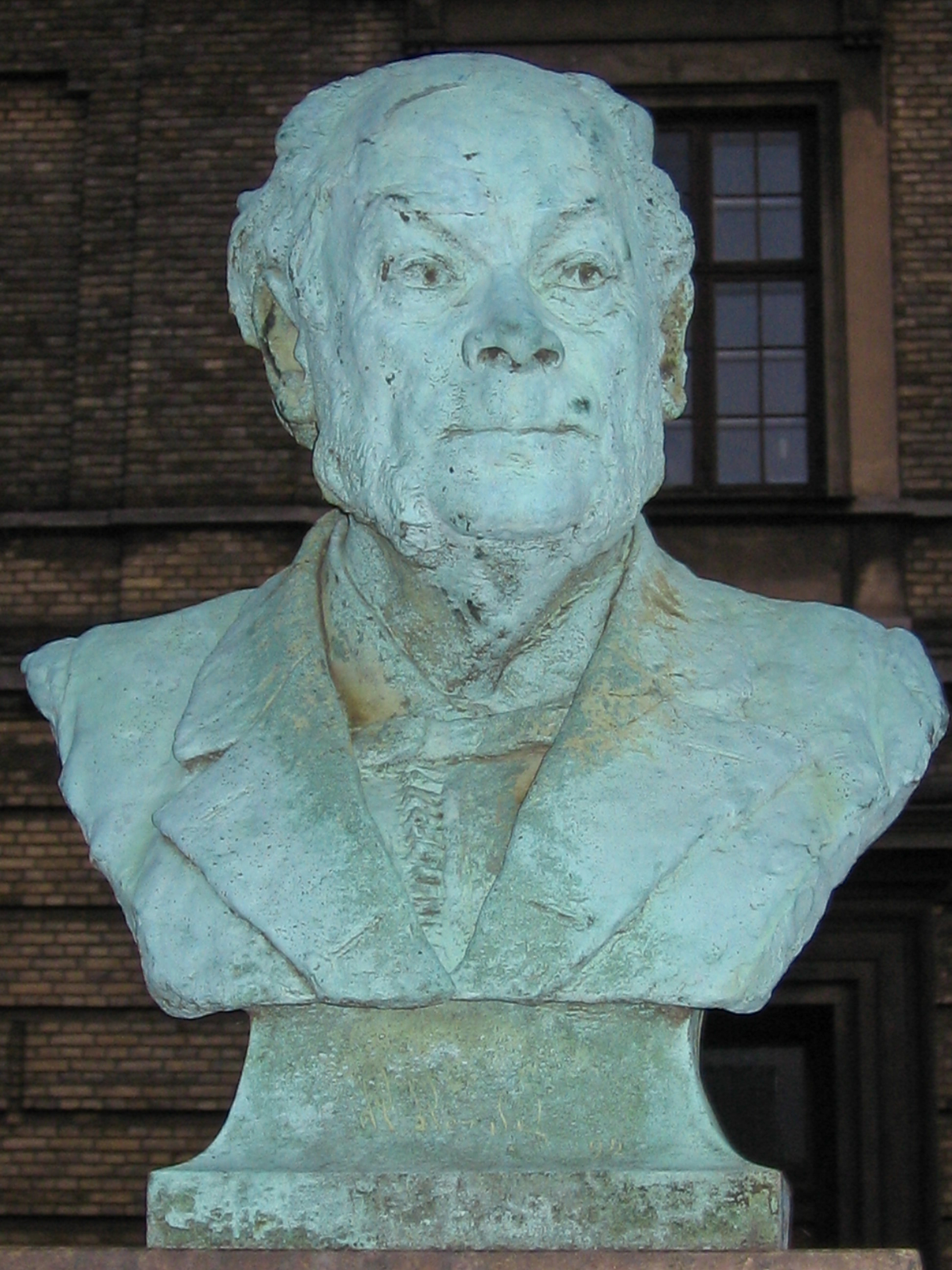
Rudolph Bergh, byst av Peder Severin Krøyer.

Rudolph Berghs Hospital, till 1910 Vestre Hospital, var ett sjukhus i Köpenhamn. Det fick sitt nya namn efter sin mångårige (1886–1903) överläkare Rudolph Bergh.
Sjukhuset, som öppnades 1886, var avsett för behandling av könssjukdomar hos prostituerade kvinnor, vilka tidigare vårdats på Almindelig Hospital, och hade på plats för 212 patienter. Efter att lagen om motarbetande av offentlig osedlighet och venerisk smitta trädde i kraft den 11 oktober 1906 användes sjukhuset, med Erik Pontoppidan som överläkare, som en avdelning för hud- och könssjukdomar. Sjukhuset, som 1928 hade plats för 124 patienter, var under lång tid Köpenhamns enda sängavdelning för denna typ av sjukdomar, där även behandling av brandsår bedrevs 1939–1958. Avdelningen flyttades 1974 till Hvidovre Hospital. Byggnaden användes därefter till 1999 som en poliklinik för missbrukare och könssjukdomar